# Hétfő (Hét fő)
A Hétfő (Hét fő) a Bergendy-együttes második magyar nyelvű stúdióalbuma. Két szempont szerint is különleges album: ez volt az első magyar konceptalbum, és ez az első dupla lemez is. A címe kettős jelentésű: egyaránt utal az album témájára és az együttes tagjainak létszámára. 24 dalt tartalmaz, a nap minden órájához tartozik egy szám. A dupla albumon olyan, a kor nyugati zenéjével egyidejű kísérletezések is találhatók, mint a visszafelé lejátszott szalag (6.20-as), az 5/8-ban írt dal (Viharban), vagy a korát megelőző rockballada-stílus. (Ébredj, napsugár!)
Az 1973-ban megjelent első kiadású hanglemez magyar nyelvű lemezcímkével került kiadásra, borítóját pedig a Játékkártya Nyomdában nyomtatták, amely dupla album borítója lévén nem bizonyosult masszív borítónak, könnyen elkopott vagy elszakadt. A második változat már egy export verzió volt, amely angol nyelvű Pepita címkével és már egy erősebb, kemény kartonra nyomtatott borítóval került a boltok polcaira, amelyet a Globus nyomdában adtak ki.

## Az album dalai

### A oldal
1. Hétfő hajnalán  (Latzin Norbert - Demjén Ferenc)
2. Ház áll a sötétben  (Demjén Ferenc)
3. Ébredj, napsugár!  (Hajdu Sándor - Demjén Ferenc)
4. Jobb, ha kinyitod a szemed  (Demjén Ferenc)
5. 6.20-as  (Hajdu Sándor - Demjén Ferenc)
6. Vén hobó  (Demjén Ferenc)

### B oldal
1. Munkadal  (Demjén Ferenc)
2. Iskolatáska  (Hajdu Sándor - Demjén Ferenc)
3. Úthenger  (Latzin Norbert - Demjén Ferenc)
4. Hadd főzzek ma magamnak  (Latzin Norbert - Demjén Ferenc)
5. Megszólal a nagyharang  (Latzin Norbert - Demjén Ferenc)

### C oldal
1. Álmos hétfő délután  (Demjén Ferenc)
2. Ebből éppen elég  (Demjén Ferenc)
3. Messze még  (Latzin Norbert - Demjén Ferenc)
4. Viharban  (Latzin Norbert - Demjén Ferenc)
5. Egy tisztességes család  (Latzin Norbert - Demjén Ferenc)
6. Öreg zongora  (Latzin Norbert - S. Nagy István)

### D oldal
1. Juliska  (Latzin Norbert - Demjén Ferenc)
2. Bordal  (Latzin Norbert - Demjén Ferenc)
3. Ott leszek  (Hajdu Sándor - Demjén Ferenc)
4. Altatódal  (Latzin Norbert - Demjén Ferenc)
5. Valamikor látlak-e még?  (Latzin Norbert - Demjén Ferenc)
6. Hétfő éjszakán  (Latzin Norbert - Demjén Ferenc)
7. Epilógus  (Hajdu Sándor feldolgozása)

## Közreműködők
- Bergendy István – altszaxofon, baritonszaxofon, klarinét, háttérvokál
- Bergendy Péter – tenorszaxofon, baritonszaxofon, furulya, háttérvokál
- Debreczeni Csaba – dob
- Demjén Ferenc – ének, basszusgitár
- Hajdu Sándor – trombita, háttérvokál
- Latzin Norbert – zongora, Hammond-orgona, háttérvokál
- Oroszlán György – gitár, háttérvokál
- Juhász István – zenei rendező
- Dobó Ferenc – hangmérnök
- Dozvald János - fotó
- Sajnovits Sándor - borítóterv